# Сибундой
Сибундой (исп. Sibundoy) — город и муниципалитет на юго-западе Колумбии, на территории департамента Путумайо.

## История
Поселение, из которого позднее вырос город, было основано в 1535 году. Муниципалитет Сибундой был выделен в отдельную административную единицу в 1982 году.

## Географическое положение

Муниципалитет Сибундой

Город расположен в северо-западной части департамента, в пределах горной местности Центральной Кордильеры, в верховьях реки Путумайо, на расстоянии приблизительно 28 километров к западо-северо-западу от города Мокоа, административного центра департамента. Абсолютная высота — 2106 метров над уровнем моря.
Муниципалитет Сибундой граничит на севере с территорией муниципалитета Мокоа, на востоке и юге — с муниципалитетом Сан-Франсиско, на западе — с муниципалитетом Колон, на северо-западе — с территорией департамента Нариньо. Площадь муниципалитета составляет 93 км².

## Население
По данным Национального административного департамента статистики Колумбии, совокупная численность населения города и муниципалитета в 2024 году составляла 16 997 человек.
Динамика численности населения муниципалитета по годам:
| 2005   | 2010   | 2015   | 2020   | 2021   | 2022   | 2023   | 2024   |
| ------ | ------ | ------ | ------ | ------ | ------ | ------ | ------ |
| 13 270 | 13 703 | 14 136 | 15 836 | 16 197 | 16 441 | 16 733 | 16 997 |

Согласно данным переписи 2005 года мужчины составляли 48,4 % от населения Сибундоя, женщины — соответственно 51,6 %. В расовом отношении белые и метисы составляли 65,4 % от населения города; индейцы — 34,1 %; негры и мулаты — 0,5 %.

## Экономика
Большинство трудоспособного населения занято в сельском хозяйстве.

## Транспорт
К востоку от города проходит национальное шоссе № 10 (исп. Ruta Nacional 10).